# Tierra oscura del Sol
Tierra oscura del Sol es el álbum debut de la banda chilena Weichafe. De este álbum sale temas conocidos como No es malo, De espalda al cielo y Opción laverna y Tres puntas (primer sencillo editado, acogido para la extinta Radio Concierto).

## Lista de canciones
- Débil
- Amarga voz
- Opción laverna
- No es malo
- Viaje nocturno
- Tierra oscura del sol
- De espalda al cielo
- Tiempos negros
- Silencio
- Cadáver feliz
- Zeta
- Tres puntas
- Instrumental
- Come together (en vivo)
- Tres puntas (en vivo)

- Datos: Q6146723